# イタリア・コッポラ
イタリア・コッポラ（Italia Coppola、1912年12月12日 - 2004年1月21日）は、アメリカ合衆国の女優。ニューヨーク出身。

## 人物
夫は作曲家のカーマイン・コッポラ。オーガスト・コッポラ、フランシス・フォード・コッポラ、タリア・シャイアの母。

## 出演作品
- ワン・フロム・ザ・ハート